# Thẩm Oánh (chính khách)
Thẩm Oánh (tiếng Trung giản thể: 沈莹, bính âm Hán ngữ: Shěn Yíng, sinh tháng 5 năm 1965, người Hán) là nữ chính trị gia nước Cộng hòa Nhân dân Trung Hoa. Bà là Ủy viên dự khuyết Ủy ban Trung ương Đảng Cộng sản Trung Quốc khóa XX, hiện là Thường vụ Tỉnh ủy, Phó Bí thư Đảng tổ, Phó Tỉnh trưởng thường vụ Hắc Long Giang. Bà từng là Bộ trưởng Bộ Tổ chức Tỉnh ủy Hắc Long Giang; Phó Chủ nhiệm Ủy ban Giám sát và Quản lý Tài sản Nhà nước Trung Quốc.
Thẩm Oánh là đảng viên Đảng Cộng sản Trung Quốc, học vị Tiến sĩ Kinh tế học, Kế toán sư cấp cao, chức danh Phó Nghiên cứu viên. Bà có sự nghiệp nhiều năm công tác trong lĩnh vực quản lý tài sản quốc hữu ở trung ương trước khi được điều về tham gia lãnh đạo địa phương.

## Xuất thân và giáo dục
Thẩm Oánh sinh vào tháng 5 năm 1965 tại huyện La Sơn, nay thuộc địa cấp thị Tín Dương, tỉnh Hà Nam, Cộng hòa Nhân dân Trung Hoa. Bà lớn lên và tốt nghiệp cao trung ở La Sơn, thi cao khảo vào năm 1983, đỗ Đại học Bắc Kinh, tới thủ đô nhập học Trường Kinh tế của Bắc Đại vào tháng 9 cùng năm, tốt nghiệp cử nhân kinh tế học vào tháng 7 năm 1987. Sau đó, bà tiếp tục thi đỗ chương trình nghiên cứu sinh toàn thời gian của Trường Kinh tế chính trị của Bắc Đại, nhận bằng Thạc sĩ Kinh tế vào tháng 1 năm 1990. Từ tháng 9 năm 2004, bà là nghiên cứu sinh sau đại học của Sở nghiên cứu Khoa học tài chính kinh tế của Bộ Tài chính, trở thành Tiến sĩ Kinhhojchojc vào tháng 7 năm 2007. Thẩm Oánh được kết nạp Đảng Cộng sản Trung Quốc vào tháng 3 năm 1987, thời điểm năm cuối của Bắc Đại, bà từng tham gia khóa học chính trị từ tháng 10 năm 1997 đến tháng 1 năm 1998 tại phân bộ Trường Đảng Trung ương Đảng Cộng sản Trung Quốc tại cơ quan quốc gia và trung ương; khóa bồi dưỡng, huấn luyện cán bộ trung, thanh niên từ tháng 9 năm 2013 đến tháng 1 năm 2014 tại trụ sở Trường Đảng Trung ương.

## Sự nghiệp

### Các giai đoạn
Tháng 1 năm 1990, sau 7 năm học ở Bắc Đại, Thẩm Oánh được nhận vào làm ở Nhà xuất bản Khoa học Kinh tế, là biên tập viên trong 2 năm cho đến tháng 1 năm 1992 thì được phân về Cục Quản lý tài sản quốc hữu Quốc gia làm biên tập viên bộ phận biên tập của Sở nghiên cứu khoa học thuộc cục, rồi là Phó Chủ nhiệm bộ phận này. Tháng 10 năm 1994, bà nhậm chức Phó Chủ nhiệm Phòng Nghiên cứu quốc tế của sở, thăng chức trưởng phòng từ tháng 12 năm 1996. Đến tháng 5 năm 1999, bà được điều sang Bộ Tài chính, nhậm chức Trưởng phòng Tổng hợp của Ty Đánh giá và Thống kê vốn quốc hữu, chuyển sang Ty Đánh giá và Thống kê khi đơn vị này được cải tổ, rồi là Trợ lý Thanh tra của ty này từ đầu năm 2003. Tháng 4 cùng năm, Ủy ban Giám sát và Quản lý Tài sản Nhà nước Trung Quốc (SASAC) được thành lập, bà được chuyển đến cơ quan cấp bộ này, là cán bộ cấp phó cục của Cục Đánh giá và Thống kê, là Phó Cục trưởng  kiêm Phó Chủ nhiệm Văn phòng Thẩm định tài sản và vốn của ủy ban từ tháng 5 rồi thăng chức là Cục trưởng và Chủ nhiệm từ tháng 12 năm 2007. Tháng 2 năm 2009, bà được chuyển chức làm Cục trưởng Cục Đánh giá khảo hạch và Giám đốc tài vụ của ủy ban, giữ cương vị này trong gần 6 năm cho đến tháng 1 năm 2015 thì được bổ nhiệm làm Tổng kế toán sư, Ủy viên Đảng ủy Ủy ban từ tháng 1 năm 2016.

### Cấp cao
Tháng 7 năm 2018, Thẩm Oánh được bổ nhiệm làm Phó Chủ nhiệm SASAC, cấp phó bộ trưởng. Được hơn nửa năm thì bà được điều về Hắc Long Giang, nhậm chức Phó Tỉnh trưởng, Thành viên Đảng tổ Chính phủ Nhân dân tỉnh Hắc Long Giang. Vào tháng 5 năm 2021, bà được bầu vào Ủy ban Thường vụ Tỉnh ủy, phân công làm Bộ trưởng Bộ Tổ chức Tỉnh ủy Hắc Long Giang, kiêm Phó Hiệu trưởng thứ Nhất Trường Đảng Tỉnh ủy, Viện trưởng Học viện Hành chính Hắc Long Giang. Ngày 5 tháng 5 năm 2022, bà được điều chuyển làm Phó Bí thư Đảng tổ Chính phủ tỉnh, Phó Tỉnh trưởng thường vụ Hắc Long Giang. Cuối năm này, bà là đại biểu của đoàn Hắc Long Giang dự Đại hội Đảng Cộng sản Trung Quốc lần thứ XX. Trong quá trình bầu cử tại đại hội, bà được bầu là Ủy viên dự khuyết Ủy ban Trung ương Đảng Cộng sản Trung Quốc khóa XX.